# ابن جنید اسکافی
ابوعلی محمد بن احمد کاتب اسکافی معروف به اِبْنِ جُنَیدِ اِسْکافی، فقیه و متکلم امامی سده ۴ هجری در اسکاف در یک خانواده علمی و روحانی گام به عرصه زندگی گذاشت.
دربارهٔ تاریخ ولادت او در منابع گزارشی دیده نمی‌شود، اما از آنجا که قدیم‌ترین استاد شناخته شده او «حمید بن زیاد» در سال ۳۱۰ وفات یافته، وی می‌بایست مدتی پیش از سال ۳۰۰ (حدود سال ۲۹۰) متولد شده باشد. 
وی در دانش‌های مختلف و فنون گوناگون سهم داشته‌است و افزون بر آن که فقیهی محدث و اصولی متکلم است، در ادبیات، لغت، فهرست و شیوه نگارش نیز دارای آگاهی بوده‌است. در کتاب‌های فقهی هرگاه «ابوعلی» به صورت مطلق به کار رود، مقصود اوست. وی در کتب فقها و رجالیان به القابی مانند: ابن جنید، کاتب، اسکافی منسوب به اسکاف مشهور است.
وی به دلیل مهارتش در نگارش زیبا و فن انشا، به «کاتب» ملقب شد، زیرا از قدیم به دارنده چنین حرفه‌ای اصطلاحاً «کاتب» گفته می‌شده‌است و لقب ابن جنید به جهت انتساب به جدش «جنید» است. شاید مشهورترین و شناخته‌ترین لقب او همین لقب «ابن جنید» باشد.
فقهاء از ابن جنید و ابن ابی‌عقیل به عنوان «القدیمین» (دو فقیه دوران قدیم) یاد می‌کنند.
گفته‌اند که او در سال ۳۴۰ به نیشابور رفته و در همان سال در محلی نامعلوم با محمد ابن حسین علوی دیدار کرده‌است. از قراین مختلف چون بررسی مشایخ و راویان وی و نیز گفته‌های مفید می‌توان نتیجه گرفت که ابن جنید پیش از سفر به نیشابور و پس از آن بیشتر در عراق، به خصوص بغداد، اقامت داشته‌است.
ابن جنید گرچه به کلام و حدیث نیز اهتمام داشت، ولی جنبه بارز شخصیت علمی وی در فقه استدلالی اوست.ابن جنید از معدود فقها بود که نظری متفاوت در مورد حجاب زنان داشت و فتوای معروف او در مورد پوشش ساتر و قدمین بود.

## آثار
علمای رجال و فهرست‌شناسان تعداد آثار او را تا پنجاه جلد نگاشته‌اند که تمام آن‌ها از بین رفته و بیشتر آن‌ها در زمینه فقه، اصول، کلام و علوم ادبی است:

### فقه و حدیث
- المختصر الاحمدی للفقه المحمدی[۷]
- تهذیب الشیعة لاحکام الشریعة
- النصرة لاحکام العترة
- سبیل الفلاح لاهل النجاح[۸]
- الفی مسالة (دو هزار مسئله)
- مسالة فی وجوب الغسل علی المراة اذا انزلت ماؤها فی یقظة او نوم
- مناسک حج
- اشکال جملة المواریث
- حدیث الشیعة
- الذخیرة لاهل البصیرة (البصرة)
- التعیش و التکسب
- القضاء و آدابه (ادبه)
- احکام البیوع و الشرائط فیها
- الارتیاع فی تحریم الفقاع
- الافهام لاصول الاحکام
- تبصرة العارف و نقد الزائف[۹]
- استخراج المراد عن مختلف الخطاب
- الافصاح و الایضاح للفرائض و المواریث[۱۰]

### کلام و اعتقادات
- ازالة الران عن قلوب الاخوان[۱۱]
- ایضاح خطا من شنع علی الشیعة فی امر القرآن
- الظلامة لفاطمة
- فرض المسح علی الخفین و فرض المسح علی الرجلین
- زکاة العروض
- الحاسم للشنعة فی نکاح المتعة
- الانتصاف من ذوی الانحراف عن مذهب الاشراف فی مواریث الاخلاف
- الفسخ علی من اجاز النسخ لما تم نفعه و جمل شرعه
- نور الیقین و بصیرة العارفین
- خلاص المبتدئین من حیرة المجادلین
- الشهب المحرقة للابالیس المسترقة
- کشف الاسرار
- تبنیة الساهی بالعلم الالهی
- حدائق القدس
- نقض ما نقضه الزجاجی النیشابوری علی الفضل بن شاذان.
- رسالة البشارة و النذارة و الاستنفار الی الجهاد
- کشف التمویه و الالباس علی اغمار الشیعة فی امر القیاس
- اظهار ما ستره اهل العناد من الروایة عن الائمة فی امر الاجتهاد
- الایناس بائمة الناس
- الالفیة (هزار مسئله) در کلام
- قدس الطور و ینبوع النور فی معنی الصلوة علی النبی
- الاسفار فی الرد علی المؤبدة
- الاشارات الی ما ینکره العوام و غیرهم من الاسباب[۱۲]

### آیین نگارش و نویسندگی
- علم النجابة فی علم الکتابة
- کتاب التحریر و التقریر

## از نظر دیگران
نجاشی:
«در میان اصحاب ما با منزلت، ثقه و جلیل القدر است»
شیخ طوسی:
«دارای تالیفات نیکو است، جز آن که قائل به قیاس بود و بدین جهت کتاب‌هایش متروک شده و به آنها توجه نمی‌کنند».
علامه حلی:
«او شیخ امامیه و دارای تالیفات نیکوست و در میان اصحاب ما دارای منزلت، موثق و جلیل القدر است وآثار فراوان دارد».

## وفات
دربارهٔ وفات وی در منابع به نقل از مأخذی نامعلوم گفته شده که او در سال ۳۸۱ در ری درگذشته است، ولی با توجه به اینکه ابن ندیم از او با عبارت «قریب العهد» یاد کرده‌است، وی باید مدتی پیش از سال ۳۷۷ وفات یافته باشد.